# Zuiderfrontier

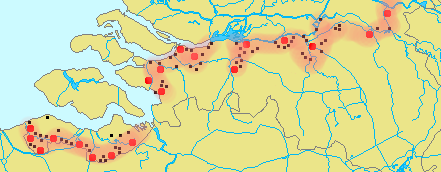
Locatie van forten en vestingsteden langs de hele linie, van Sluis tot aan Nijmegen.

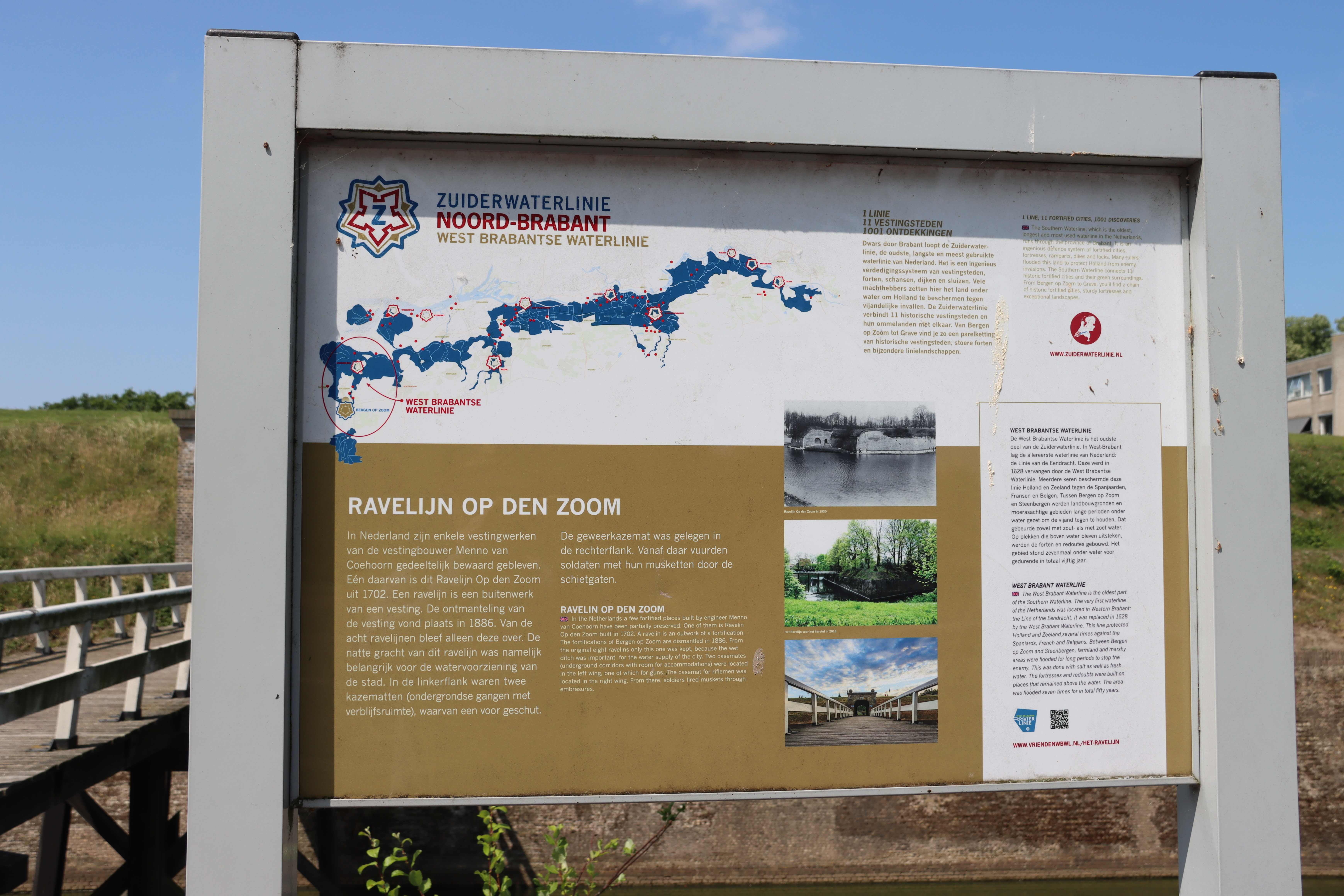
Ravelijn op den Zoom

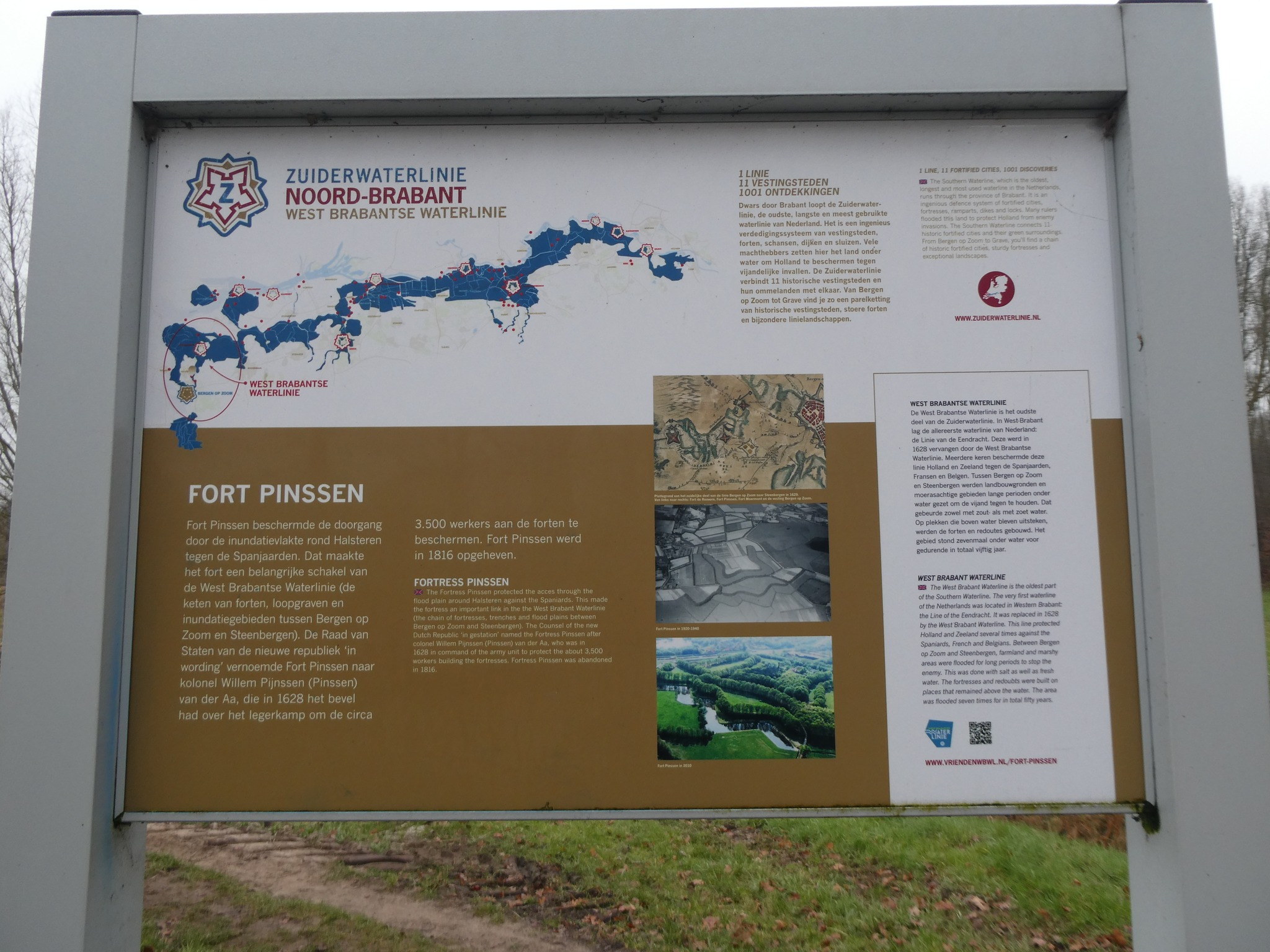
Zuiderwaterlinie in Noord-Brabant

De Zuiderfrontier of Zuiderwaterlinie is een Nederlandse militaire verdedigingslinie uit de 17e en 18e eeuw, waarvan enkele gedeelten tot aan 1952 in gebruik zijn geweest. De linie liep vanaf Sluis in Zeeland tot aan Nijmegen. 
Het grootste gedeelte van deze waterlinie stond op grondgebied van Generaliteitsland Staats-Brabant. Het vormt een aaneenschakeling  van 11 Brabantse vestingsteden en hun ommeland.  De linie was de langste aaneenschakeling van forten, vestingsteden en inundatiegebieden die Nederland ooit heeft gekend.  
Het westelijke deel bestond uit Staats-Spaanse Linies in Zeeuws-Vlaanderen en de West-Brabantse Waterlinie. Beiden waren verantwoordelijk voor de Schelde en de vaarroute naar de Antwerpse Haven. Het oostelijke deel, Willemstad, Breda, ’s-Hertogenbosch tot aan Nijmegen diende de Noordelijke Nederlanden te beschermen tegen Spaanse, en later Franse, aanvallen.

## Ontwerp
Menno van Coehoorn wordt gezien als het brein achter de Zuiderfrontier, al dan niet van het totale concept van de waterlinie. 
Langs de grens tussen de Republiek en de Generaliteitslanden lagen de steden Bergen op Zoom, Tholen, Steenbergen, Willemstad, Klundert, Breda, Geertruidenberg, Heusden, ’s-Hertogenbosch, Megen, Ravenstein en Grave die al vestingwerken kenden.

Van Coehoorn besloot al bestaande kleinere linies waaronder West Brabantse Waterlinie en Linie 1629 bij ’s-Hertogenbosch met elkaar te verbinden, door versterkingen, forten, schansen en inundatiegebieden aan te leggen.

## Geschiedenis
Door de oorlog met Frankrijk in 1672 werd er in 1698 een militaire verdedigingslinie aangelegd, beter bekend als ‘Het Zuiderfrontier’. De verdedigingslinie is aangelegd om de republiek te beschermen, dus het huidige gebied van Noord-Brabant had amper een verdedigingslinie. Door het gebied met een laag van 40 tot 50 centimeter met water te vullen, kon vijandelijke infanterie er moeilijk manoeuvreren. Prikkeldraad en greppels werden moeilijker zichtbaar en dekking zoeken op de grond kon de vijand niet meer. Het was tevens te ondiep om met schepen op te varen.
De uitvoering van de bouw verliep traag, doordat de noodzaak van de verdedigingswerken nog niet werd erkend. 
Bij de Vrede van Rijswijk in 1697 was namelijk het Barrièretractaat opgenomen. Hierin stond vermeld dat de Republiek garnizoenen mocht houden in vestingen van Nieuwpoort, Oostende, Kortrijk, Bergen, Aat, Charleroi, Namen en Luxemburg. 
Hierdoor kwam het zwaartepunt van de verdediging van de republiek te liggen in de Zuidelijke Nederlanden. Tijdens de Franse inval van 1747 bleek dat Bergen op Zoom en Maastricht een te zwakke verdediging hadden. Na een belegering van slechts twee maanden, wisten de Fransen Bergen op Zoom in te nemen en grotendeels te verwoesten. Hierdoor nam de urgentie van de Zuiderfrontier bij de republiek weer toe.

### Einde van het Zuiderfrontier
De Fransen maakten gebruik van de zwakke plek van elke waterlinie, een strenge winter. 
In 1794-1795 trokken de Fransen bij Kralingse Veer de bevroren Maas over. Een verdedigingslinie tegen een vijand uit het zuiden, was voor de Fransen van ondergeschikt belang.
De Zuiderfrontier loopt op de historische grens tussen Holland en Brabant en markeert de culturele grens tussen Noord- en Zuid-Nederland. 
De sporen van de Zuiderfrontier zijn nog zichtbaar in het landschap. De meeste inundatievlakken, die in het verleden om strategische redenen onder water konden worden gezet, zijn nog steeds open, vrijwel onbebouwde gebieden. Ook de bewaard gebleven verdedigingswerken vertellen het verhaal van Brabant: de provincie als speelbal en frontgebied tussen de Republiek en haar vijanden.

## Ontmanteling
Door de Vestingwet van 1874 werd meer de nadruk gelegd op een verdediging in het westen door de Nieuwe Hollandse Waterlinie. De Zuiderwaterlinie diende als opvang voor terugtrekkende troepen en werd nu ook wel de Noord-Brabantse Linie genoemd. In de jaren 1930 worden alleen bij de Moerdijkbruggen nog stellingen verbeterd en aangelegd om het zuiden van de Vesting Holland te beschermen. Het westelijke gedeelte van de stelling maakte tijdens de Tweede Wereldoorlog deel uit van de Atlantikwall. In 1952 worden de laatste werken definitief als militaire verdedigingslinie opgeheven.

## Toerisme
De provincie Noord-Brabant maakte in 2019 bekend twee miljoen euro te gaan investeren in het waterlinie-erfgoed. Doel was het cultuur-historisch belang meer bekendheid te geven en de linie als toeristische bestemming op de kaart te zetten.
Er is aandacht voor de waterlinie in het Stadhuis van Grave, in Geertruidenbergs Museum De Roos en in het Willemstadse Mauritshuis.
Langs de Zuiderwaterlinie is een wandelpad uitgezet. De totale route beslaat 290 kilometer.